# Масути, Тиёри
Тиёри Масути (яп. 増地 千代里, в девичестве Татэно (яп. 立野); 25 июня 1970, Моригути) — японская дзюдоистка лёгкой весовой категории, выступала за сборную Японии на всём протяжении 1990-х годов. Бронзовая призёрша летних Олимпийских игр в Барселоне, обладательница серебряной и бронзовой медалей чемпионатов мира, бронзовая и дважды серебряная призёрша чемпионатов Азии, вице-чемпионка летней Универсиады в Фукуоке, победительница многих турниров национального и международного значения.

## Биография
Тиёри Татэно родилась 25 июня 1970 года в городе Моригути префектуры Осака.
Первого серьёзного успеха на взрослом международном уровне добилась в 1991 году, когда попала в основной состав японской национальной сборной и побывала на домашнем чемпионате Азии в Осаке, откуда привезла награду серебряного достоинства, выигранную в лёгкой весовой категории — в решающем поединке потерпела поражение от кореянки Чон Сонсук. Благодаря череде удачных выступлений удостоилась права защищать честь страны на летних Олимпийских играх 1992 года в Барселоне, где женское дзюдо впервые было включено в программу в качестве полноправного вида спорта. Взяла здесь верх над первыми двумя соперницами, однако уже на стадии четвертьфиналов проиграла представительнице Испании Мириам Бласко, которая в итоге и стала олимпийской чемпионкой в этом весе. В утешительных поединках за третье место поборола двоих оппоненток и завоевала тем самым бронзовую олимпийскую медаль.
После барселонской Олимпиады Татэно осталась в основном составе дзюдоистской команды Японии и продолжила принимать участие в крупнейших международных турнирах. Так, в 1993 году она выступила на чемпионате мира в канадском Гамильтоне, где стала в лёгком весе серебряной призёршей, в финале проиграв британке Николе Фэйрбразер. Будучи студенткой, отправилась представлять страну на летней Универсиаде в Фукуоке и получила здесь в категории до 56 кг серебряную награду — в решающей схватке уступила кубинке Дриулис Гонсалес. Кроме того, в этом сезоне добавила в послужной список серебро, полученное на азиатском первенстве в Нью-Дели, где в финальном матче потерпела поражение от представительницы Южной Кореи Чон Сон Ён.
В 1996 году Татэно выиграла бронзовую медаль на чемпионате Азии в Хошимине. Пыталась пройти отбор на Олимпийские игры в Атланте, но не смогла этого сделать, вместо неё на Игры поехала поднявшаяся из полулёгкого веса Норико Мидзогути, которая, тем не менее, в итоге в число призёров не попала. Последний раз Тиёри Татэно показала сколько-нибудь значимый результат в сезоне 1997 года на мировом первенстве в Париже, когда взяла в лёгкой весовой категории бронзу — единственное поражение потерпела здесь от испанки Исабель Фернандес, будущей олимпийской чемпионки и многократной чемпионки мира. Вскоре по окончании этих соревнований приняла решение завершить карьеру профессиональной спортсменки, уступив место в сборной молодым японским дзюдоисткам, и перешла на тренерскую работу.
Замужем за японским дзюдоистом-тяжеловесом Кацуюки Масути, чемпионом Азии и Азиатских игр в абсолютной весовой категории.